# Wierchnieje Czesnocznoje
Wierchnieje Czesnocznoje (ros. Верхнее Чесночное) – wieś (ros. деревня, trb. dieriewnia) w zachodniej Rosji, w sielsowiecie wierchnieczesnoczeńskim rejonu wołowskiego w obwodzie lipieckim.

## Geografia
Miejscowość położona jest w dorzeczu rzeki Ołym, 2 km od centrum administracyjnego sielsowietu wierchnieczesnoczeńskiego (Niżnieje Czesnocznoje), 15 km od centrum administracyjnego rejonu (Wołowo), 131 km od stolicy obwodu (Lipieck).
W granicach miejscowości znajduje się ulica W. Czernowa (1 posesja).

## Demografia
W 2012 r. miejscowość zamieszkiwały 102 osoby.